# Тања Рибич
Тања Рибич (Трбовље, 28. јун 1968) је словеначка глумица и певачица. Српској публици позната је по улогама у филмовима Ничја Земља и Атомски здесна, као и у серији Наша мала клиника. Године 1997. представљала је Словенију на такмичењу за Песму Евровизије са песмом Пробуди се (Zbudi Se). Од 2000. је у браку са глумцем Бранком Ђурићем Ђуром, са којим има две ћерке, Залу и Елу.

## Биографија
Тања Рибич рођена је 1968. године у Трбовљу, у Загорју об Сави (Словенија). На Академију за позориште, радио, филм и телевизију (Akademije za gledališče, radio, film in televizijo) у Љубљани уписала се 1987. Студирала је драму у класи професора Кристијана Муцка и Душана Млакара. Дипломирала је улогом Колумбине у позоришној представи Живот провинцијског плејбоја после другог светског рата и госпође Сирели у филму Шта је истина? (према тексту Луиђија Пирандела).

## Професионални рад
У професионалним позориштима Тања је почела да игра још током студија. На сцени је дебитовала 1989. у улогом Марлене Дитрих у представи Словеначког народног позоришта из Марибора (Slovensko narodno gledališče Maribor) Плави Анђео. Одмах по дипломирању добила је стални ангажман као чланица ансамбла Љубљанског градског позоришта (Mestno gledališče ljubljansko). На сцени овог позоришта први пут је наступила још као студент, 1991. године.

### Позоришна каријера
У Љубљанском градском позоришту остварила је низ улога у представама међу којима су Три сестре А. П. Чехова, Сирано де Бержерак Едмона Ростана, Пигмалион Џ. Б. Шоа и друге. Играла је и у другим словеначким позориштима. Такође је и превела три драме.

### Филмска каријера
Тања Рибич бави се и филмском продукцијом у Словенији и иностранству. Међу филмовима у којима је глумила, српској публици најпознатији су Ничија земља (2001) и Атомски здесна (2014). Играла је и у ТВ серији Наша мала клиника. Снимила је и неколико ТВ филмова и више радио-драма. Учествује и у синхронизацији Дизнијевих дугометражних цртаних филмова.

### Музичка каријера
Осим глумом, Тања Рибич бави се и певањем. До сада је снимила неколико албума.
Године 1997. учествовала је, као представница Словеније, на такмичењу за Песму Евровизије у Даблину, када је словеначка песма Пробуди се освојила 10. место. Музику и текст су радили Зоран Предин из бенда Лачни Франц и Саша Лошић из бенда Плави оркестар.
| Бодови | Држава                         |
| ------ | ------------------------------ |
| 12     | —                              |
| 10     | Русија, Турска                 |
| 8      | —                              |
| 7      | Француска, Босна и Херцеговина |
| 6      | —                              |
| 5      | Малта                          |
| 4      | Португалија, Естонија          |
| 3      | Грчка, Исланд, Хрватска        |
| 2      | Пољска, Кипар                  |
| 1      | —                              |

## Филмографија

### Филмови
| Година | Оригинални наслов                      | Наслов у Србији           | Улога           |
| ------ | -------------------------------------- | ------------------------- | --------------- |
| 1990   | Umetni raj (СФРЈ)                      | Вештачки рај              |                 |
| 1990   | Jecarji (СФРЈ)                         | Тамничари                 | Афродита (СФРЈ) |
| 1990   | Silicijev horizont (Сл.)               |                           |                 |
| 1991   | Srčna dama (Сл.)                       |                           | стјуардеса      |
| 1991   | Triangel (Сл.)                         |                           |                 |
| 1994   | Halgato (Сл.)                          |                           | Иза             |
| 1997   | Е.М.А. (Сл.)                           |                           | као Тања Рибич  |
| 2000   | Nepopisan list (Сл.)                   |                           | Лукина мама     |
| 2001   | Ничија земља (БИХ)                     |                           | Марта           |
| 2003   | Kajmak in marmelada (Сл.)              | Кајмак и мармелада        | Шпела           |
| 2010   | La prima notte della luna (Ит.)        |                           | Шеила           |
| 2010   | Ti presento un amico (Ит.)             |                           | супруга Вокер   |
| 2011   | Traktor, ljubezen in rock'n'roll (Сл.) | Трактор, љубав и рокенрол | Силвија         |
| 2012   | Hvala za Sunderland (Сл.)              |                           | Сабина          |
| 2012   | Атомски здесна (Срб.)                  |                           | Соња            |
| 2015   | Dekleto no ječejo (Sl.)                |                           | Tatjana         |
| 2016   | Leaves of the tree (USA)               |                           | часна сестра    |
| 2017   | Rudar (Сл.)                            |                           |                 |
| 2018   | Comic Sans (Хр.)                       |                           | Урска           |
| 2019   | Prokletstvo Valburge (Сл.)             |                           | Илса            |

### ТВ Серије
| Година    | Оригинални наслов       | Улога                          |
| --------- | ----------------------- | ------------------------------ |
| 1994      | Teater Paradiznik       | Марјана Велепич                |
| 1996      | Junaki petega razreda   |                                |
| 2004-2005 | Naša mala klinika (Хр.) | Магда Велепич; министрова жена |
| 2007-2011 | Наша мала клиника (Ср.) | Лили Муха                      |
| 2014      | Vecer na 8. katu        | као Тања Рибич                 |

## Дискографија

### Синглови
- Zbudi se (Евровизија 1997)
- V dolini tihi (дует са Пером Ловшином)
- Sinoči sem na vasi bil (дует са Сашом Лошићем)
- Lajanje v luno
- Na božični večer
- Novoletni objem

### Албуми
- Ko vse utihne (1998)
- To je zdaj amore (2000)

### Видео спотови
- Zbudi se
- Brez tebe ne bi
- Za vsako rano
- Mambo Italiano
- Sinoči sem na vasi bil
- Novoletni objem

## Награде
За улогу Силвије у филму Трактор, Љубав и Рокенрол (Tractor, Love & Rock'n Roll), у режији Бранка Ђурића, освојила је 2008. године награду за најбољу глумицу на филмском фестивалу у Таормини.